# Petrowka (droga)
Petrowka (Petrówka) – leśna droga w Karkonoszach na terenie Karkonoskiego Parku Narodowego.
Trakt ze wsi Jagniątków do granicy z Czechami na Głównym Grzbiecie Karkonoszy długości 6,5 km do schroniska Petrovka prowadzi zboczem Długiego Grzbietu. W latach 1878–1945 działały tutaj dwa najdłuższe tory saneczkowe w Karkonoszach.

## Szlaki turystyczne
Petrowką biegnie szlak turystyczny:
- czarny Jagniątków  - Główny Szlak Sudecki na granicy państwowej[1].